# 진진 (드라마)
《진진》은 KBS 2TV에서 2013년 12월 8일에 방영된 드라마 스페셜이다.

## 줄거리
“신예 소설가 진진의 죽은 자리에 네 사람의 흔적이 남았다.”
네 명의 학창시절에 있었던 담임교사의 자살과 편지 사건으로 인해 유진은 갑자기 그들에게서 사라졌고, 각자 다른 방향을 향해 걸었던 네 친구다. 10년 후 자신의 이름을 버리고 ‘진진’이라는 필명으로 살아왔던 유진에게서 만나자는 연락이 온다. 하지만 유진은 다음 날 난간 틀에 얼굴을 내민 채 변사체로 발견된다. 세 명의 용의자에게서 예상을 뒤엎는 진술을 받은 베테랑 형사 역시 혼란에 빠지고 사건의 진실은 점점 더 멀어지기만 한다. 시기와 질투, 오해와 침묵이 만들어낸 죽음의 진실이 이제 곧 밝혀지려고 한다.

## 등장 인물

### 주요 인물
- 윤진서 : 서하진(28세/18세) 역 - 도서관 사서

소설가를 꿈꾸고 있지만 매번 공모에서 탈락의 고배를 마시고, 고등학교 동창 태석과는 결혼을 꿈꾸고 있지만 그리 쉽지만은 않다. 특별할 것, 잘 되는 일도 없는 고만고만한 인생으로, 왠지 모를 불안함과 열등감이 늘 따라다닌다. 유독 문장에서 공감 가는 구석이 많은 신예 소설가 진진을 좋아한다.
- 신소율 : 장유진(28세/18세) 역 - 소설가

진진이라는 필명으로 문단에 혜성처럼 나타난 신예 소설가. 학창시절 남학생들 사이에서는 선망의 대상이었지만, 여학생들에게는 시기와 선망을 동시에 받았다. 그럼에도 주변에 아랑곳하지 않고 특유의 해사함을 잃지 않았다. 10년 전 그 사건으로 인해 점점 안으로 침잠한다. 하지만 고독했던 세월이 그녀의 글자 하나하나에 묻어났는데 사람들은 그런 유진의 문장을 반겼다. 그리고 이제 잊고 싶었지만 잊을 수 없었던 그 때 그 친구들을 다시 만나고 싶어졌다.
- 김다현 : 문태석(28세/18세) 역 - 신경외과 레지던트

출중한 외모와 모나지 않은 성격으로 학창시절 여학생들의 관심을 한몸에 받았던 수재다. 고등학교 동창 하진과의 오랜 연애 끝에 결혼을 앞두고 있다. 겉으로 보기에는 뭐 하나 부족하지 않지만, 10년 전에 있었던 편지 사건으로 죄책감이라는 마음의 짐을 짊어지고 살고 있다. 이제 그 무게에서 벗어날 수 있을 것만 같았는데, 사라졌던 유진이 돌아오면서 악몽이 다시 시작되려고 한다.
- 이시언 : 김경철(28세/18세) 역 - 취업준비생

여린 속내를 감추기 위해 일부러 밝은 척 하던 것이 습관이 되어 학창시절부터 분위기 메이커 역할을 자청한다. 의외로 숫기가 없어 학창시절에 유진에게 좋아한다는 말 한마디 못했다. 그리고 10년 전 사건 이후 유진이 사라지면서 마음에서도 사라진 줄만 알았는데, 10년이 지난 유진에게 다시 연락이 왔다.
- 김민상 : 박대식 역 - 강력팀 형사

뛰어난 촉을 가진 베테랑 형사로, 인간의 선함에 대한 신뢰를 가지고 있다. 소설가 진진의 살인사건을 맡으면서 네 사람의 과거를 직감적으로 파고드는데, 네 사람의 진술이 예상치 못하게 엇갈리면서, 그 간의 경험이 무너져내리는 기분을 맛본다. 오랜만이 느껴보는 구미가 당기는 사건이다.

### 그 외 인물
- 한기웅 : 대식의 파트너 형사 역
- 소희정 : 하진의 어머니 역
- 김경익 : 담임교사 역
- 인성호 : 10년 전 사건 담당 형사 역
- 조혜선 : 산부인과 간호사 역

### 목소리 출연
- 김호정 (스피치코리아)